# Patch Darragh
Patrick „Patch“ Darragh (* 21. Juni 1977) ist ein US-amerikanischer Schauspieler.

## Leben
Darragh ist Absolvent der Juilliard School. Erste Erfahrungen als Film- und Fernsehschauspieler sammelte er durch Besetzungen als Nebendarsteller in Filmen und Episodencharakterdarsteller in Fernsehserien. Von 2009 bis 2010 stellte er in insgesamt 13 Episoden der Fernsehserie Mercy die Rolle des Tim Flanagan dar. 2015 übernahm er im Horrorfilm The Visit die Rolle des Dr. Sam. Von 2016 bis 2018 mimte er in insgesamt 25 Episoden der Fernsehserie The Path die Rolle des Russel Armstrong. 2018 war er in zehn Episoden des Netflix Original Everything Sucks! als Schuldirektor Ken Messner zu sehen. Im selben Jahr hatte er eine Nebenrolle im Film The First Purge inne. 2019 war er in dem Drama Brittany Runs a Marathon in der Rolle des Dr. Falloway zu sehen.

## Filmografie (Auswahl)
- 2002: Monday Night Mayhem (Fernsehfilm)
- 2003: Our Town (Fernsehfilm)
- 2005: Law & Order (Fernsehserie, Episode 15x15)
- 2006: Exposing the Order of the Serpentine (Fernsehfilm)
- 2006: Criminal Intent – Verbrechen im Visier (Law & Order: Criminal Intent, Fernsehserie, Episode 5x18)
- 2009: Damages – Im Netz der Macht (Damages, Fernsehserie, Episode 2x04)
- 2009: Cupid (Fernsehserie, Episode 1x07)
- 2009–2010: Mercy (Fernsehserie, 13 Episoden)
- 2010: White Collar (Fernsehserie, Episode 1x09)
- 2010: The Glass Menagerie
- 2010: Coach
- 2010: Dead Hands (Kurzfilm)
- 2011: Navy CIS (NCIS, Fernsehserie, Episode 8x11)
- 2011: Little Horses (Kurzfilm)
- 2011: Easy to Assemble (Fernsehserie, Episode 3x01)
- 2012: Wie beim ersten Mal (Hope Springs)
- 2012: Army Wives (Fernsehserie, 2 Episoden)
- 2012: Weeds – Kleine Deals unter Nachbarn (Weeds, Fernsehserie, 3 Episoden)
- 2012: Good Wife (Fernsehserie, Episode 4x10)
- 2013: Over/Under (Fernsehfilm)
- 2013: Royal Pains (Fernsehserie, Episode 5x09)
- 2013: Billy & Rachel’s Halloween Adventure (Kurzfilm)
- 2013–2014: Boardwalk Empire (Fernsehserie, 3 Episoden)
- 2014: Loitering with Intent
- 2014: Wallflowers (Fernsehserie, 7 Episoden)
- 2014: Let’s be Cops – Die Party Bullen (Let’s Be Cops)
- 2015: Person of Interest (Fernsehserie, Episode 4x20)
- 2015: Elementary (Fernsehserie, Episode 3x23)
- 2015: The Visit
- 2015: Almost There (Fernsehserie)
- 2015–2016: Limitless (Fernsehserie, 5 Episoden)
- 2016: Blue Bloods – Crime Scene New York (Blue Bloods, Fernsehserie, Episode 6x21)
- 2016: The Night Of – Die Wahrheit einer Nacht (The Night Of, Mini-Serie, 2 Episoden)
- 2016: Sully
- 2016: Story 304 (Kurzfilm)
- 2016: The Harrow
- 2016–2017: Longmire (Fernsehserie, 7 Episoden)
- 2016–2018: The Path (Fernsehserie, 25 Episoden)
- 2017: Madam Secretary (Fernsehserie, Episode 3x14)
- 2017: The Depths
- 2017: Law & Order: Special Victims Unit (Fernsehserie, Episode 18x17)
- 2018: The Blacklist (Fernsehserie, Episode 5x13)
- 2018: Everything Sucks! (Fernsehserie, 10 Episoden)
- 2018: The First Purge
- 2018: Cam
- 2018: The Deuce (Fernsehserie, Episode 2x07)
- 2019: Brittany Runs a Marathon
- 2019: The Loudest Voice (Mini-Serie, 3 Episoden)
- 2019: Instinct (Fernsehserie, Episode 2x10)
- 2019: Mr. Mercedes (Fernsehserie, 4 Episoden)
- 2019–2021: Succession (Fernsehserie, 3 Episoden)
- 2020: Tommy (Fernsehserie, 2 Episoden)
- 2020: Unbreakable Kimmy Schmidt: Kimmy vs. the Reverend (Fernsehfilm)
- 2021: Rubber Gun Club (Kurzfilm)
- 2024: The Apprentice – The Trump Story (The Apprentice)
- 2024: Die Gesandte des Papstes (Cabrini)

## Synchronisationen
- 2010: Red Dead Redemption (Videospiel)